# اورانوس‌ماهی ماسه‌نشین
اورانوس‌ماهی ماسه‌نشین (نام علمی: Dactyloscopidae) نام یک تیره از زیرراسته بلنی است.